# Alice Sant’Anna
Alice Carvalho Cumplido de Sant’Anna (Río de Janeiro, 24 de mayo de 1988) es una poeta brasileña. Comenzó a escribir a los 16 años, durante un viaje a Nueva Zelanda. Posee una licenciatura en periodismo (2010) posgraduada en Letras y máster en Literatura, Cultura y Contemporaneidad (2013) ambos por la Pontificia Universidad Católica de Río de Janeiro. Es colaboradora de la revista Serrote, publicada por el Instituto Moreira Salles, y del periódico O Globo.

## Obra
- Dobradura (2008, 7 Letras)
- Pingue-pongue (2012, independiente, impreso en serigrafía, con Armando Freitas Hijo)
- Rabo de ballena (2013, Cosac Naify)
- Pie del oído (2016, Compañía de las Letras)